# US Airways
US Airways er det syvende største amerikanske flyselskab og er et af medlemmerne af One World. I september 2005 fusionerede US Airways med America West Airlines.
US Airways historie startede i 1939 under navnet All American Aviation. Efter indtil flere navnændringer og fusioner blev selskabet i 1979 i forbindelse med en større liberalisering af kommerciel flyvning i USA omdøbt til USAir. I løbet af 1980'erne og 1990'erne voksede selskabet kraftigt og fik bl.a. sine første udenrigsruter og i 1996 afgav det det der dengang var verdens største flyordre på ikke mindre end 400 Airbus A320 fly. Heraf var hovedparten dog optioner.
Efter Terrorangrebet den 11. september 2001 begyndte det at gå kraftigt økonomisk ned ad bakke for US Airways og de har været i betalingsstandsning over to omgange. I maj 2005 blev det offentliggjort at man ville fusionere med America West Airlines for derved at kunne få hjælp til at komme ud af de økonomiske problemer.